# Wurfrahmen 40

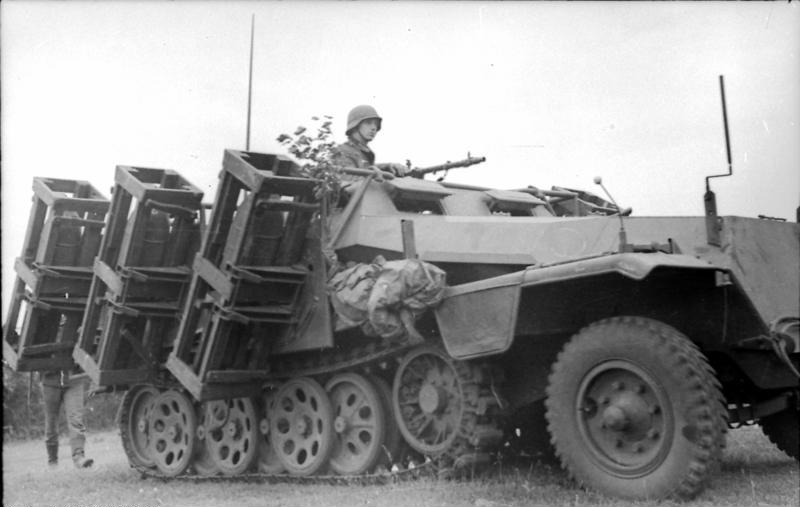
Wurfrahmen montados en un Sd.Kfz. 251.

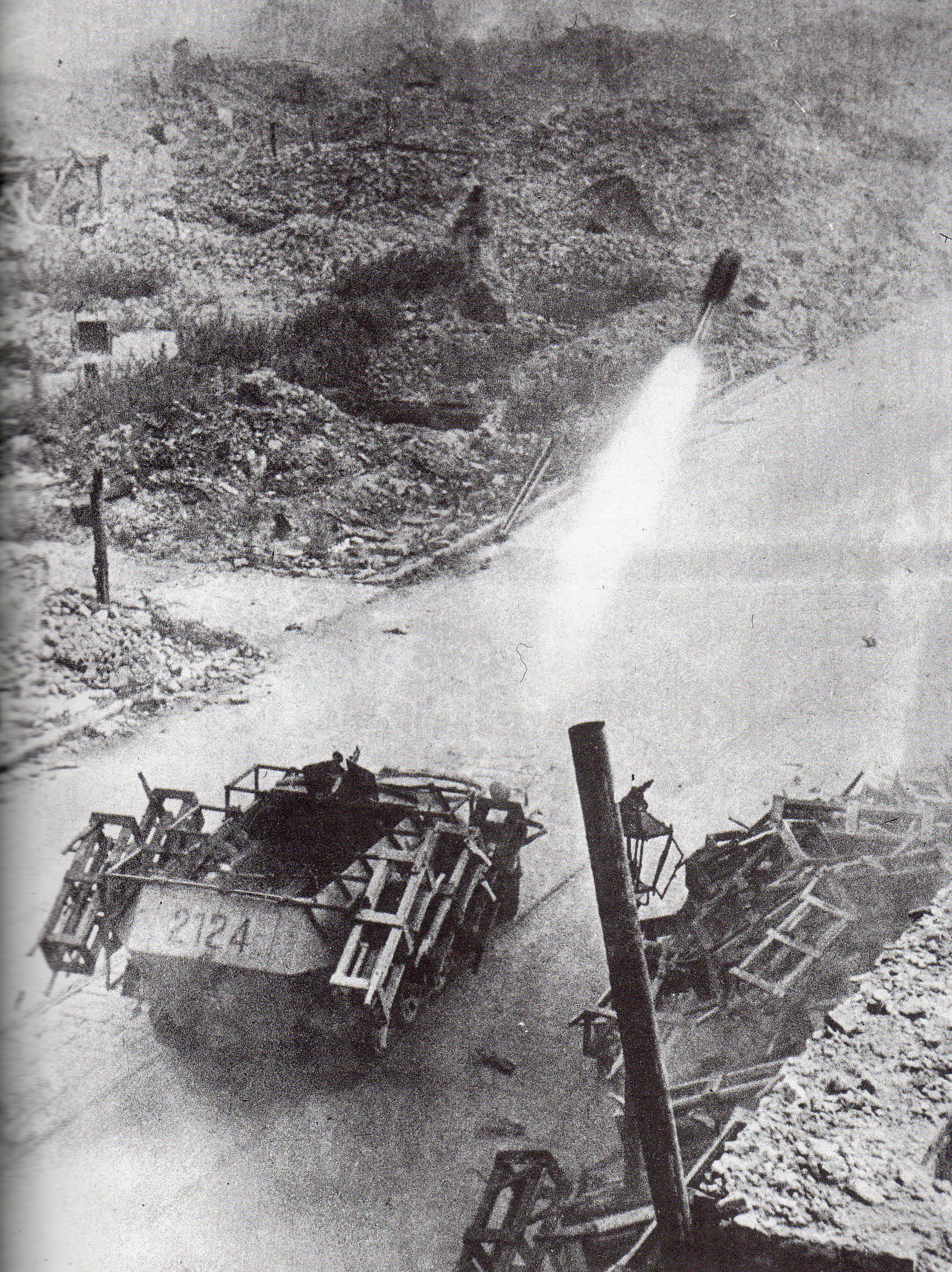
Un Sd.Kfz. 251 con Wurfrahmen lanzando cohetes contra posiciones polacas durante el Alzamiento de Varsovia.

El Wurfrahmen 40 (Armazón lanzador 40, en alemán) era un lanzacohetes múltiple alemán de la Segunda Guerra Mundial. Combinaba un vehículo como el semioruga Sd.Kfz. 251 o una tanqueta Renault UE Chenillette capturada con artillería de cohetes para crear una pieza de artillería más protegida y con mayor movilidad que el Nebelwerfer remolcado. Fue apodado Stuka zu Fuss ("Stuka a pie" o "Stuka caminante") y Heulende Kuh ("Vaca mugiente").

## Historia y desarrollo
Introducido a fines de 1940, el sistema de armas era un armazón con base ajustable montado encima y a los lados de un vehículo, que podía contener cohetes con ojiva de alto poder explosivo de 300 mm; también podía emplear cohetes con ojiva de alto poder explosivo de 280 mm y cohetes incendiarios de 320 mm, todos ellos siendo lanzados desde sus armazones de carga. A pesar de ser estabilizados por rotación, los cohetes no eran tan precisos como la artillería convencional y su recarga demoraba mucho debido al peso del cohete. Los cohetes eran lanzados mediante andandas en grandes números, cuando era factible, para saturar rápidamente un blanco. El Wurfrahmen 40 tuvo éxito como arma de apoyo para las formaciones Panzer, especialmente en áreas urbanas.
Al ser empleado desde el semioruga Sd.Kfz. 251, se montaban tres armazones a cada lado. La Chenillette UE podía llevar dos armazones a cada lado, o cuatro en su parte posterior. El Hotchkiss H35 también llevaba dos armazones a cada lado. Algunos semiorugas M3 capturados también fueron equipados con Wurfrahmen, montando dos armazones a cada lado.